# Лонзе
Лонзе (нім. Lonsee) — громада в Німеччині, знаходиться в землі Баден-Вюртемберг. Підпорядковується адміністративному округу Тюбінген. Входить до складу району Альб-Дунай.
Площа — 43,32 км2. Населення становить 5121 ос. (станом на 31 грудня 2020).